# Taxco de Alarcón
Taxco de Alarcón (röviden: Taxco) egy város Mexikó Guerrero államának északi részén. 2010-ben lakossága meghaladta az 52 000 főt. Fontos turisztikai célpont, ugyanis egyike az ország Pueblo Mágico címet elnyert településeinek.

## Földrajz

### Fekvése
A város Mexikó középső, Guerrero állam északi részén található egy hegyvidéki területen, aminek következtében utcái igen meredekek, hálózatuk szövevényes. Áthalad rajta a 95-ös főút, amely Mexikóvárost köti össze az óceán partján található Acapulco térségével.

### Éghajlat
A város éghajlata egyenletesen meleg, de nem rendkívül forró, nyáron és ősz elején viszonylag csapadékos, máskor elég száraz. Minden hónapban mértek már legalább 31 °C-os hőséget, a rekord pedig elérte a 44 °C-ot is. Az átlagos hőmérsékletek a decemberi 20,3 és az áprilisi 24,0 fok között váltakoznak, fagy nem fordul elő. Az évi átlagosan 1215 mm csapadék időbeli eloszlása nagyon egyenetlen: a májustól októberig tartó 6 hónapos időszak alatt hull az éves mennyiség több mint 90%-a.
| Hónap                                   | Jan. | Feb. | Már. | Ápr. | Máj. | Jún. | Júl. | Aug. | Szep. | Okt. | Nov. | Dec. | Év   |
| --------------------------------------- | ---- | ---- | ---- | ---- | ---- | ---- | ---- | ---- | ----- | ---- | ---- | ---- | ---- |
| Rekord max. hőmérséklet (°C)            | 31,0 | 32,0 | 39,0 | 38,0 | 44,0 | 36,0 | 37,0 | 39,0 | 38,5  | 36,5 | 37,0 | 35,0 | 44,0 |
| Átlagos max. hőmérséklet (°C)           | 25,1 | 26,6 | 28,9 | 29,9 | 28,7 | 26,9 | 26,0 | 26,0 | 25,3  | 25,9 | 25,6 | 25,0 | 26,7 |
| Átlaghőmérséklet (°C)                   | 20,4 | 21,4 | 23,1 | 24,0 | 23,5 | 22,4 | 21,9 | 21,9 | 21,3  | 21,6 | 21,0 | 20,3 | 21,9 |
| Átlagos min. hőmérséklet (°C)           | 15,6 | 16,1 | 17,2 | 18,2 | 18,2 | 17,9 | 17,7 | 17,7 | 17,4  | 17,2 | 16,3 | 15,7 | 17,1 |
| Rekord min. hőmérséklet (°C)            | 8,0  | 9,0  | 10,0 | 12,0 | 11,0 | 13,0 | 8,0  | 9,5  | 12,0  | 10,0 | 10,5 | 10,0 | 8,0  |
| Átl. csapadékmennyiség (mm)             | 15   | 8    | 10   | 25   | 89   | 247  | 198  | 249  | 255   | 96   | 15   | 9    | 1215 |
| Forrás: Servicio Meteorológico Nacional |      |      |      |      |      |      |      |      |       |      |      |      |      |

## Népesség
A település népessége a közelmúltban szinte folyamatosan növekedett:
| Év   | Lakosság |
| ---- | -------- |
| 1990 | 41 836   |
| 1995 | 48 028   |
| 2000 | 50 488   |
| 2005 | 50 415   |
| 2010 | 52 217   |

## Története
Nevének első része a navatl nyelvből ered, de jelentését többféleképpen magyarázzák. A legelterjedtebb nézet szerint a tlacht (labdajáték) és a co helynévképző összetételéből ered, de vannak, akik szerint a tatzco szó keresendő a háttérben, aminek jelentése „ahol a víz apja van”. Az Alarcón utótagot híres szülötte, Juan Ruiz de Alarcón drámaíró tiszteletére vette fel.
A spanyolok megérkezése előtti indián település a mai várostól mintegy 10 km-re délre volt található, ez ma Taxco Viejo („öreg Taxco”) néven ismeretes. A mai Taxco helyét régen Tetelcingónak nevezték, ami navatlul annyit tesz: „kis hegycsúcs”. Az Azték Birodalom idején a régi Taxcóban működött a mai Guerrero állam területén elhelyezkedő 7 adófizető tartomány egyikének a székhelye, amit egy kinevezett kormányzó irányított. A Mendoza kódex szerint adóként mézet, edényeket, füstölőket és ruhákat fizettek.
A spanyol hódítók gazdag bányákat működtettek a környező hegyekben, ezáltal a település gyors fejlődésnek indult. 1742-ben Európából Taxcóba érkezett José de la Borda bányászvállalkozó, aki a Pedregal, a Coyote, a San Ignacio és a Cerro Perdido nevű bányák kitermeléséből meggazdagodott. Neki köszönhető többek között a ma is látható Szent Piroska-templom és a Borda-ház felépülése.
A mexikói függetlenségi háború során, 1815. november 28-án José María Morelos rendelkezései alapján Hermenegildo Galeana csapatai elfoglalták a várost. Később itt került sor a függetlenség kivívásának legfontosabb dokumentuma, az Iguala-terv szövegének megszerkesztésére is. Az önálló Taxco község 1850-ben jött létre.
1858-ban Miguel Miramón Juan Vicarióra bízott egy brigádot, amelynek déli területek elfoglalása volt a célja. Ezen brigád élén Vicario február 18-án Taxcóba is bevonult. 1865. október 28-án Porfirio Díaz kerítette hatalmába a várost, a forradalom során pedig, 1911. április 24-én Jesús Morán és Margarito Giles. 1916-ban a város a carranzisták kezén volt.

## Turizmus, látnivalók
Taxco igen fontos turisztikai központ, mivel egyrészt rengeteg látnivalója van, másrészt közel fekszik a fővároshoz.
Belvárosában számos régi épület látható. Ilyen Juan Ruiz de Alarcón szülőháza, a Szent Mihály-templom, a Szent Bernardin-templom (ahol egy ideig Agustín de Iturbide lakott, miközben véglegesítette a később Acatempani ölelés néven ismertté vált esemény terveit), a Humboldt-ház, a Figueroa-ház, a csurrigereszk stílusú Szent Piroska-templom és a Borda-ház (utóbbi kettőt José de la Borda építtette a 18. század közepén). A településen mellszobrot állítottak nem csak Alarcónnak és De la Bordának, hanem William Spratlingnak is.
A város fölé magasodó Atachi hegyen avatták fel 2002-ben az egyik legfontosabb turistalátványosságot, a talapzatával együtt 10 méter magas Jézus-szobrot, az úgynevezett Taxcói Krisztust. Mellőle jó kilátás nyílik a városra.
Taxco legjelentősebb rendezvényei az ősz végén-tél elején tartott Nemzetközi Ezüstfesztivál és a januárban tartott, állatok megszentelésével egybekötött Szent Piroska-fesztivál.

## Képek

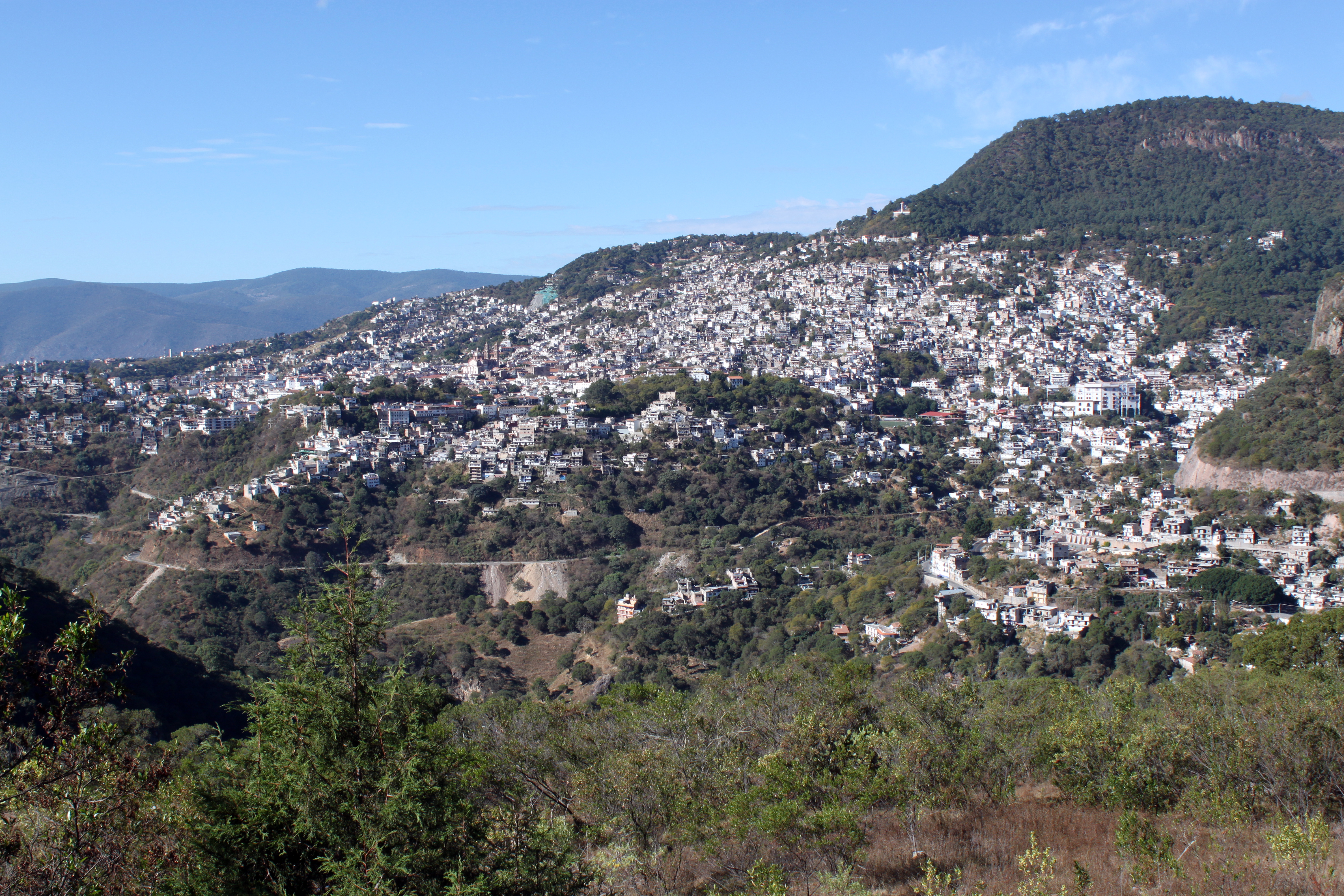
A város látképe
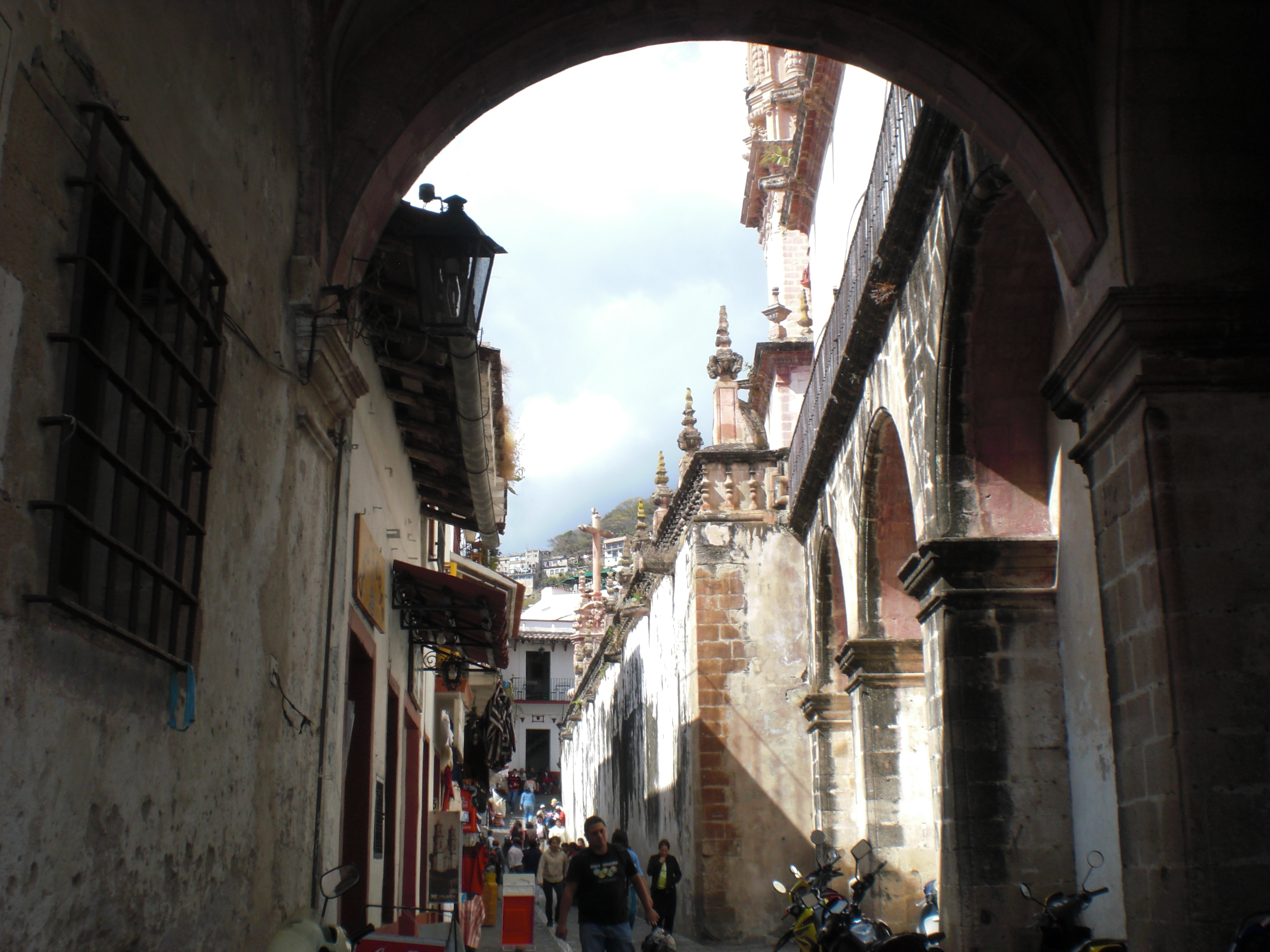
Utca régi épületekkel
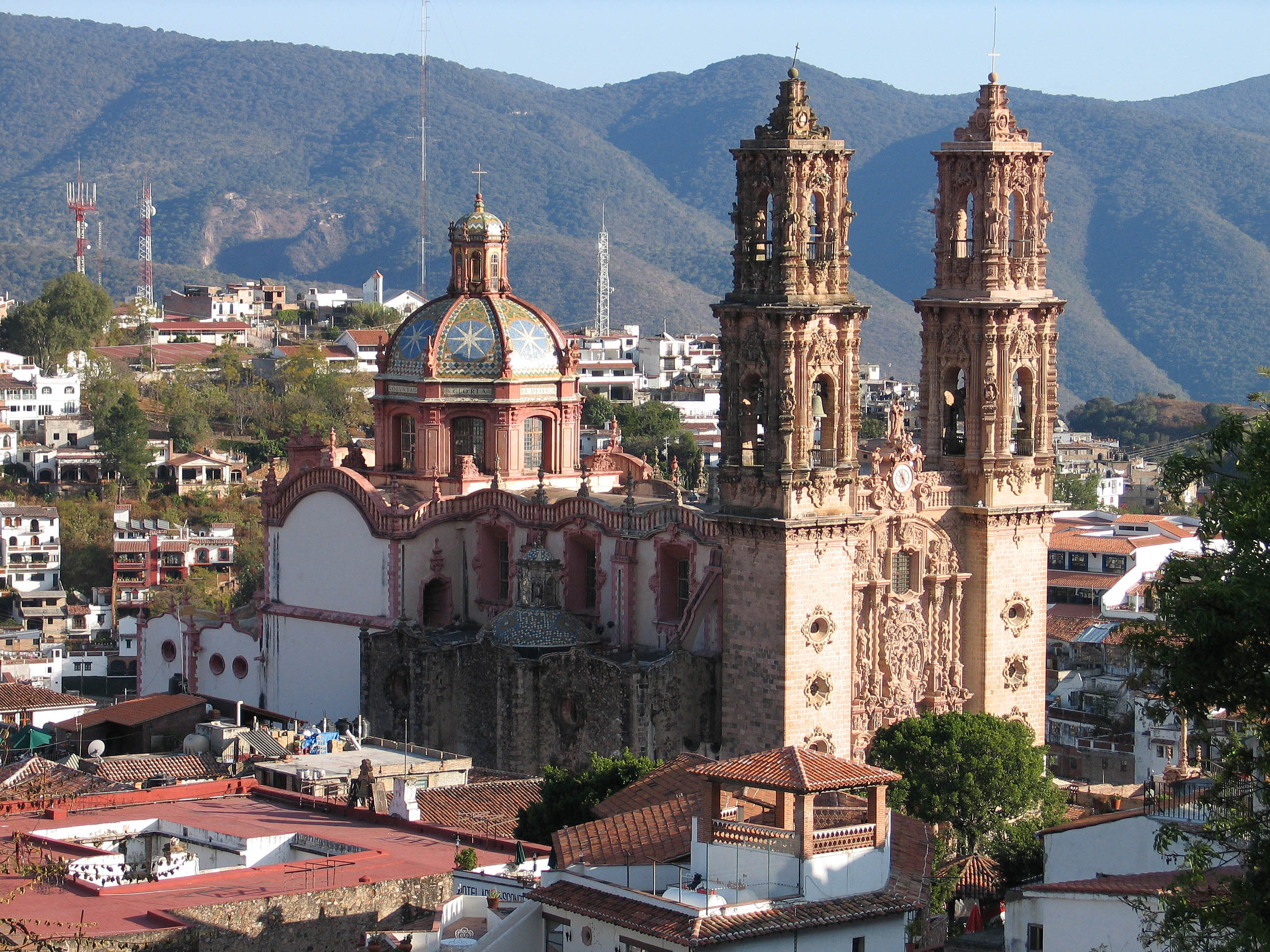
A Szent Piroska-templom
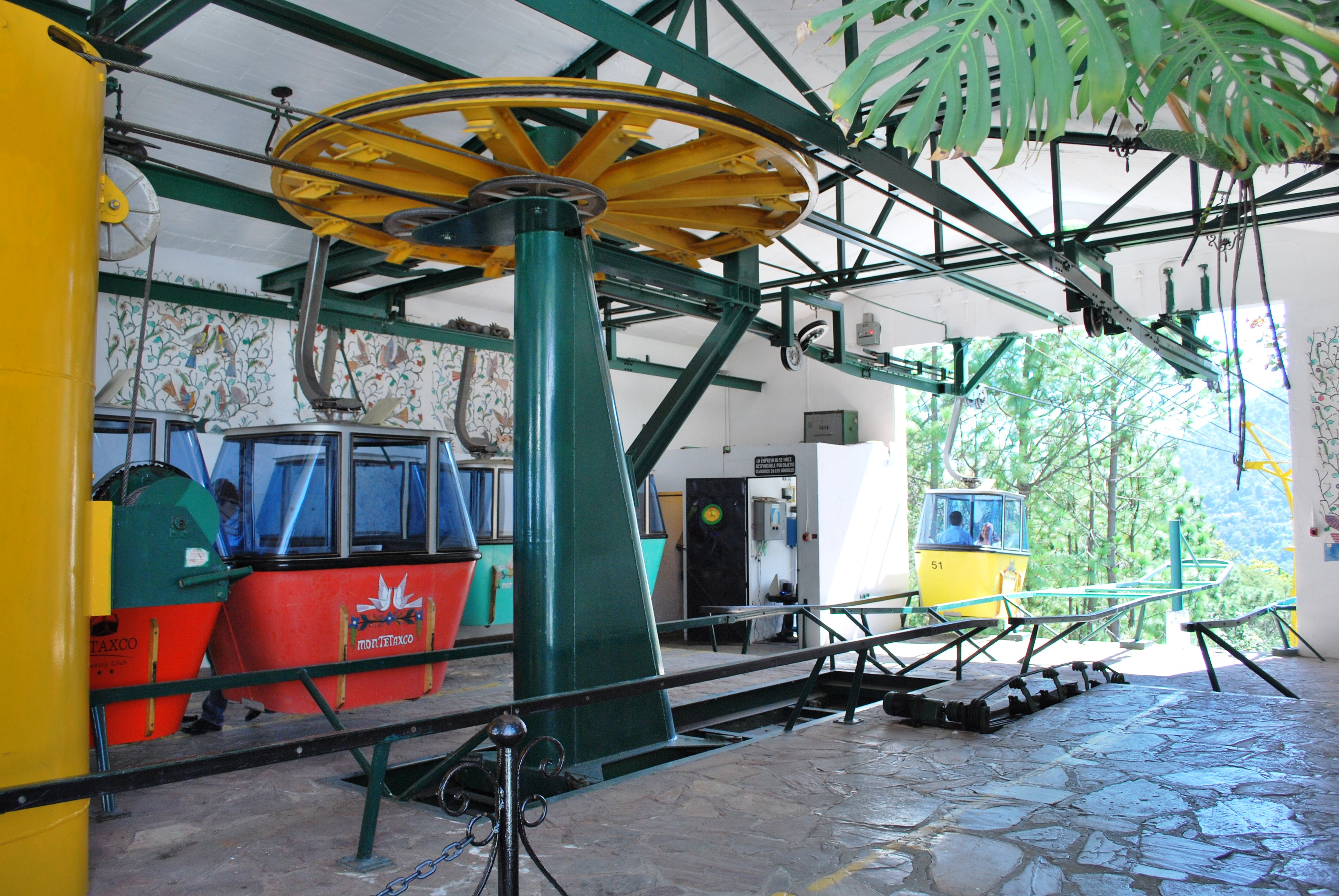
A kabinos felvonó végállomása
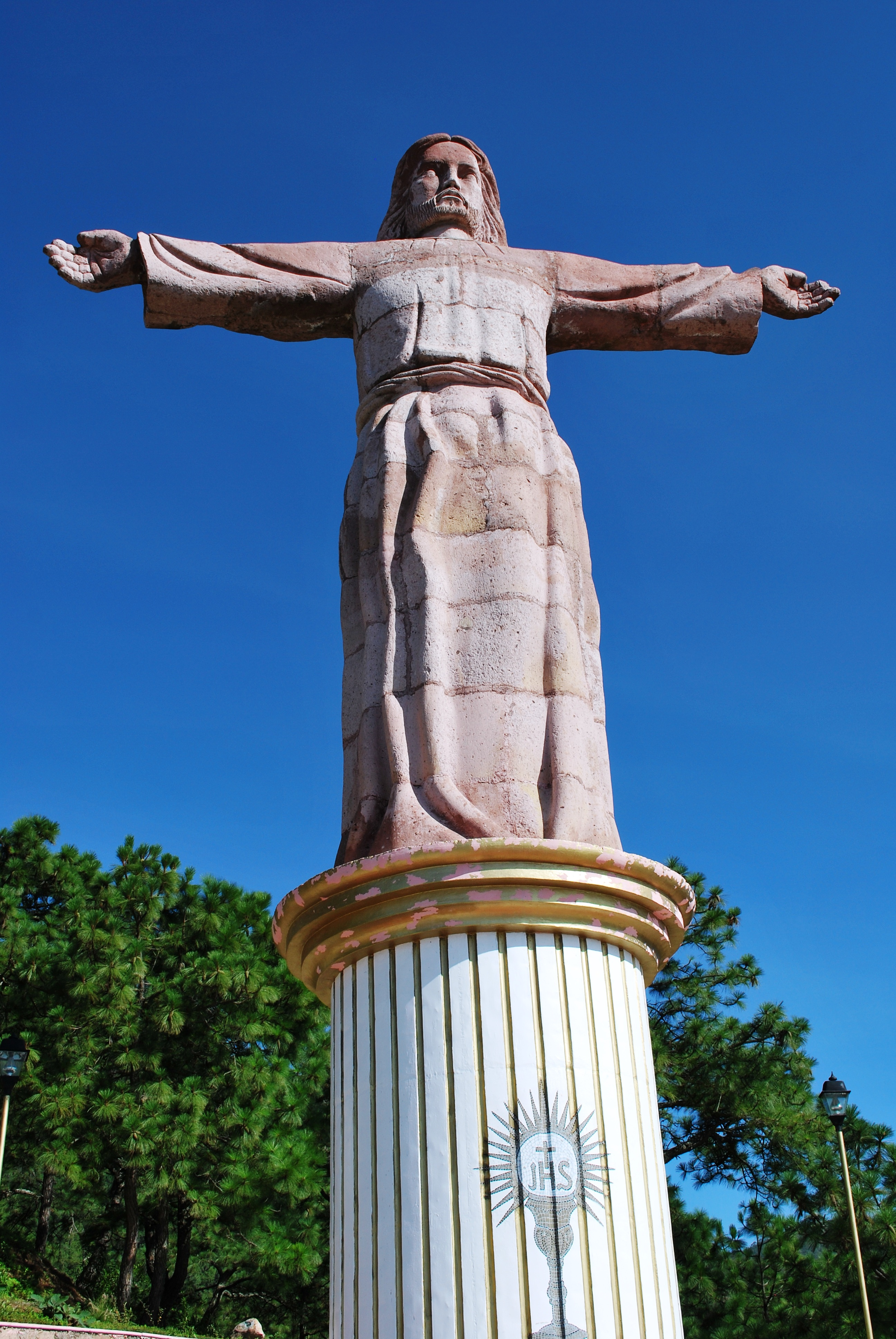
A Taxcói Krisztus